# Polygonia j-album
Polygonia j-album är en fjärilsart som beskrevs av Jean Baptiste Boisduval 1833. Polygonia j-album ingår i släktet Polygonia och familjen praktfjärilar. Inga underarter finns listade i Catalogue of Life.